# Pädagogische Hochschule Niederösterreich

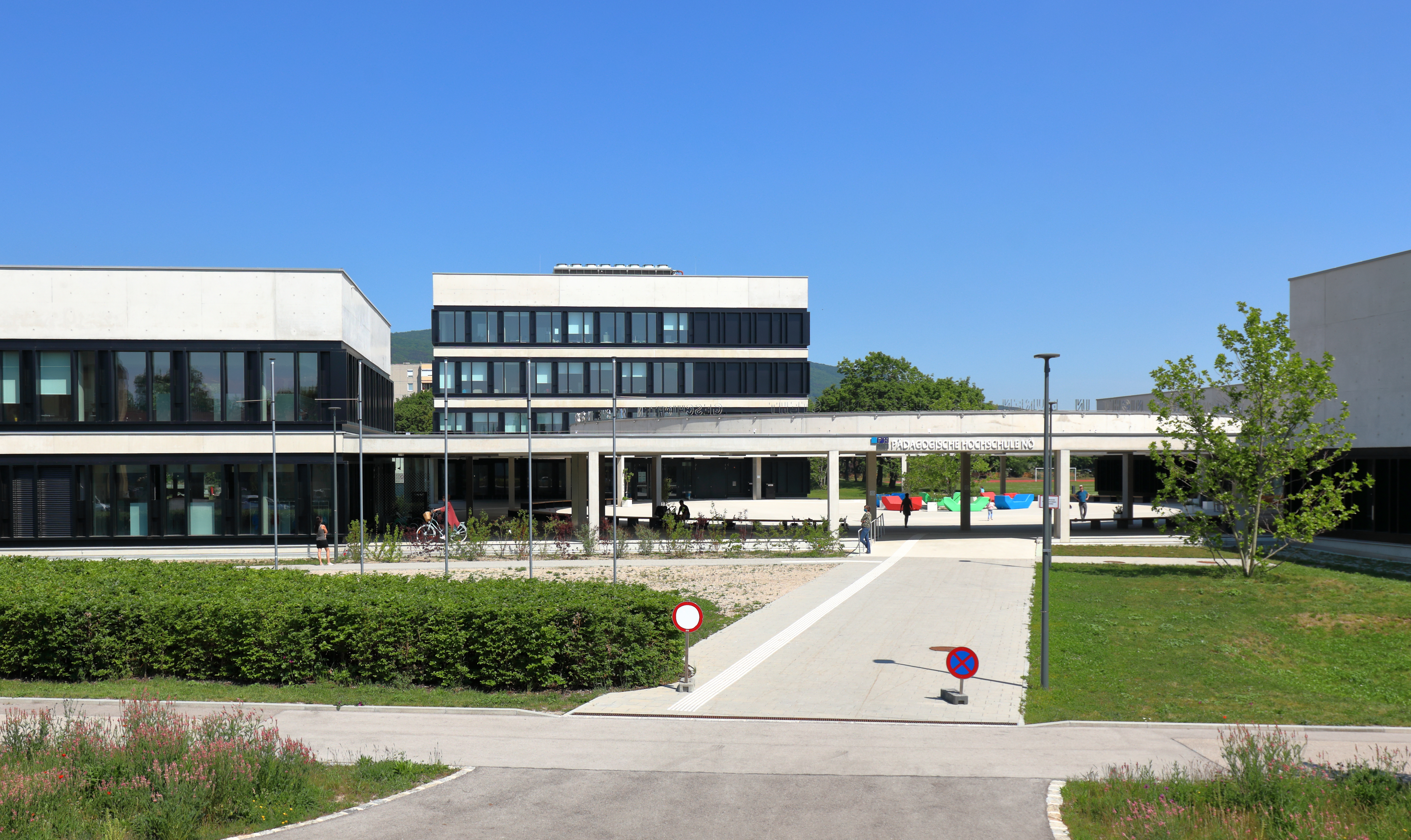
Pädagogische Hochschule NÖ; Neuerrichtung 2015–2018

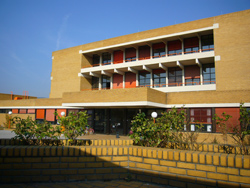
Altes Hochschulgebäude; 2017 abgetragen

Die Pädagogische Hochschule Niederösterreich (abg. PH NÖ) entstand am 1. Oktober 2007 aus einer Vereinigung von zwei Bildungseinrichtungen. Zusammengeführt wurden das für Fortbildung zuständige Pädagogische Institut (PI) des Bundes für Niederösterreich mit den Abteilungen für allgemein bildende Pflichtschulen (APS), allgemein bildende höhere Schulen (AHS), berufsbildende mittlere und höhere Schulen (BBS), Berufsschulen (BS) mit der für Ausbildung zuständigen Pädagogische Akademie (PA) des Bundes in Niederösterreich. Die PH NÖ arbeitet im Verbund Nord-Ost mit anderen Hochschulen Wiens und Niederösterreichs zusammen.

## Anliegen und Forschungstätigkeit
Die Pädagogische Hochschule Niederösterreich möchte als "zentrale Bildungs- und Forschungsinstitution Niederösterreichs für Menschen aller weltanschaulichen Gruppen und Kulturkreise mit Interesse an Bildung, Erziehung und Unterricht ein Ort der Begegnung, des Informationsaustausches sowie der Ideenfindung sein und im Dialog mit unterschiedlichen Gesellschaftsgruppen essentielle Fragen der Bildung erörtern".
Die Pädagogische Hochschule Niederösterreich verantwortet mehrere Publikationen. Die Schriftenreihe "Pädagogik für Niederösterreich" erscheint seit 2007 im Studienverlag. Die Pädagogische Hochschule Niederösterreich gibt weiters zwei Open-Access-Journale heraus. Das Open-Access-Journal R&E-SOURCE versammelt seit 2014 "wissenschaftliche Artikel zur berufsfeldbezogenen Bildungsforschung". Im seit 2021 gemeinsam mit der Pädagogischen Hochschule Zürich herausgegebenen Open-Access-Journal #schuleverantworten geht es um schulische Führungskultur.

## Organisation
Zur Organisation gehören der Hochschulrat und das Rektorat, 
sowie Departments
- Department 1: Bildungswissenschaften
- Department 2: Diversität
- Department 3: Elementarpädagogik
- Department 4: Führungskultur
- Department 5: Medienpädagogik
- Department 6: Schulentwicklung

und Zentren
- Zentrum 1: Bachelor•Master
- Zentrum 2: Internationales•Qualität
- Zentrum 3: Lernen•Lehren
- Zentrum 4: Zukünfte•Bildung
- Zentrum 5: Fortbildung•Fächer
- Zentrum 6: Kultur•Schule
- Zentrum 7: Primarstufe•Koordination
- Zentrum 8: Qualifizierung•Transformation
- Zentrum 9: Quereinstieg•Berufe

## Standorte
- Campus Baden der Pädagogischen Hochschule Niederösterreich
- Campus Hollabrunn der Pädagogischen Hochschule Niederösterreich
- Campus Melk der Pädagogischen Hochschule Niederösterreich
- Praxismittelschule der PH NÖ (im Schulverbund PMS-MSP mit der Mittelschule Pelzgasse)

## Weblink
- Pädagogische Hochschule Niederösterreich